# Anonyme Schuldner
Die Anonymen Schuldner (englisch Debtors Anonymous, DA) sind eine Selbsthilfeorganisation für Menschen, die in finanziellen Schwierigkeiten sind. Dabei praktizieren die Anonymen Schuldner ein Zwölf-Schritte-Programm.
Nach Eigenangaben fanden im Jahr 2017 rund 500 wöchentliche DA-Treffen in etwa 15 Ländern statt.
DA leitet die Menschen zu sorgfältigem Aufschreiben und Beobachten der Finanzen an, einschließlich Käufen, Einkommen und Raten zur Abzahlung der Schulden, um ein klares Bild der Gewohnheiten zu bekommen. Mithilfe dieser Informationen werden Praktiken im Umgang mit Geld entwickelt, um trotz Fortsetzung des Abzahlens der Schulden zu einer höheren Lebensqualität zu kommen. DA empfiehlt außerdem, Pläne zu entwickeln mit dem Ziel, für die Zukunft das Einkommen zu erhöhen.

## Geschichte
Im Jahr 1968 gründeten einige Anonyme Alkoholiker eine Organisation namens Penny Pinchers, welche sie später umbenannten in Capital Builders, in der Überzeugung, dass die finanziellen Schwierigkeiten, die sie hatten, verursacht wurden durch ein Verhalten, welches einer Suchterkrankung wie der Alkoholabhängigkeit entspricht. Die Gründungsmitglieder glaubten, dass ihre finanziellen Probleme von der Unfähigkeit, mit Geld sparsam umzugehen, kommen, und sie begannen, tägliche Einzahlungen auf ihre Sparkonten zu machen. Jedoch erkannten sie später, dass ihre Probleme nicht durch Unfähigkeit zum Sparen, sondern durch Unfähigkeit, zahlungsfähig zu bleiben, verursacht wurden.
Ab Anfang 1971 glaubten die Gruppenmitglieder, dass das Wesentliche ihrer Erkrankung sei, ungedeckte Schulden zu machen, und kamen zu einem rigorosen Ansatz, gemäß dem Zwölf-Schritte-Programm, um damit aufzuhören, ungedeckte Schulden zu machen. Die ursprüngliche Gruppe löste sich auf, und bis 1976 gab es keine Meetings mehr. Dann fing eine Gruppe von zwei oder drei Menschen an, regelmäßig sich im Gemeindehaus der St. Stephen’s Kirche in New York City zu treffen. Innerhalb eines Jahres bildete sich eine zweite Gruppe und die Selbsthilfeorganisation wuchs. Die erste allgemeine Dienstkonferenz fand im Jahr 1987 im Hörsaal des Saint Vincent’s Catholic Medical Center, einem Krankenhaus in Manhattan, statt. Im Jahr 2009 gab es weltweit 512 Gruppen.
Gewissenhaft übernahmen sie das Format der Anonymen Alkoholiker und nahmen nur fünf Veränderungen vor: „D.A.“ and „Debtors Anonymous“ anstatt „A.A.“ and „Alcoholics Anonymous“, „Schulden“ anstatt „Alkohol“, „zwanghafte Schuldner“ anstatt „Alkoholiker“, „ungedeckte Schulden machen“ anstatt „Trinken“, und „Schuldner“ anstatt „Alkoholiker“. Im Jahr 2002 veröffentlichten sie die „12 Traditionen“ entsprechend den „12 Traditionen“ der Anonymen Alkoholiker. In der originalen Literatur der DA enthalten sind die zwölf Werkzeuge der Anonymen Schuldner, eine Liste von Praktiken, um vom zwanghafen Schuldenmachen wegzukommen.

## Mitgliedschaft
DA ist grundsätzlich eine Organisation, die zur Heilung vom „Zwanghaften Schuldenmachen“ verhelfen will. „Zwanghaftes Schuldenmachen“ ist ein Neologismus der DA und wird in der Literatur der DA als Geistige Krankheit, als Fortschreitende Krankheit bzw. als Suchterkrankungbeschrieben. Somit kann das Zwanghafte Schuldenmachen nicht geheilt, sondern nur zum Stillstand gebracht werden. Zwanghafte Schuldner können ihre Schulden nicht kontrollieren, infolgedessen verursachen die Schulden fortgesetzte und wachsende Probleme in ihrem Leben. Zwanghaftes Schuldenmachen ist auch ein Oberbegriff für viele dysfunktionale Verhaltensweisen wie etwa „Kaufsucht“, ungedeckte Schulden machen, Denken im Größen-Selbst bzw. -wahn hin zur Mentalität des Beraubt-Seins.
Ob sie Zwanghafte Schuldner sind oder nicht, müssen die Mitglieder für sich selbst entscheiden. Um bei dieser Entscheidung zu helfen, gibt es bei den DA einen Fragenkatalog mit 15 Fragen. und eine Liste von 12 Merkmalen für Zwanghaftes Schuldenmachen. In einer ethnografischen Studie kam heraus, dass DA-Mitglieder die Ursachen ihres Zwanghaften Schuldenmachens auf eine Kultur zurückzuführen ist, die die Menschen ständig zum Geldausgeben drängt, zurückführen, sowie darauf, dass ihre eigene Familie eine dysfunktionale Familie sei.
Zusätzlich identifizieren sich DA-Mitglieder oft als Zwanghafte Geldausgeber, oder als kaufsüchtig, Co-abhängige, oder Unterverdiener. Zwanghaftes Geldausgeben ist ein Symptom das mit Zwanghaftem Schuldenmachen einhergeht. Geldausgeben zum eigenen Schaden ist Zwanghaftes Geldausgeben. Ausgeben von Geld für bestimmte Waren oder Dienstleistungen, obwohl man sich entschieden hat, es nicht zu tun, oder ein Verlangen zu haben es nicht zu tun, ist ebenfalls Zwanghaftes Geldausgeben. Zwanghaftes Geldausgeben geschieht oft, um unangenehme Gefühle zu vermeiden.
Wird auf drei oder mehr der 15 Fragen mit „Ja“ geantwortet, so zeigt dies an, dass Zwanghaftes Schuldenmachen vorliegt. Obwohl Zwanghafte Geldausgeber möglicherweise aktuell keine Schulden haben, sind sie – wenn sie ungedeckte Schulden vermeiden wollen – bei den DA willkommen. Co-abhängige machen ungedeckte Schulden, um für eine andere Person das Zwanghafte Geldausgeben zu finanzieren.
Unterverdiener sind Personen, welche zwar erhebliche Kenntnisse und Fähigkeiten haben, dennoch aber unfähig sind, genug Geld zu verdienen, um ihren eigenen Lebensunterhalt zu bestreiten, ohne ungedeckte Schulden zu machen. Bei DA gibt es eine Liste von 12 Merkmalen, welche zwanghaftes Unterverdienen anzeigen. Unterverdienen kann dazu führen, dass man zwanghaft arm ist. Dieser Ausdruck beschreibt Menschen die immer knapp und in Geldnot sind. Ein verwandter Ausdruck ist „Finanzielle Magersucht“ (engl. „financial anorexia“) und beschreibt „jemand der sehr stolz darauf ist, mit wenig Geld auszukommen und sich wohlfühlt, in Entbehrung zu leben“. Obwohl Zwanghafte Unterverdiener nicht notwendigerweise aktuell Schulden haben, sind sie – wenn sie ungedeckte Schulden vermeiden wollen, bei den DA willkommen.
Im aktuellen DSM-IV der American Psychiatric Association ist Überschuldung nicht als Krankheit aufgeführt, und es gibt für Angelegenheiten, die mit Geldausgeben zu tun haben, kein spezielles Kapitel. Allerdings enthält es eine Kategorie für „Nicht näher bestimmte Störungen der Impulskontrolle“, um Probleme mit Störungen der Impulskontrolle, die noch nicht im Manual sind, zu diagnostizieren. Unter anderem benutzt man diese Kategorie bei Zwanghaftem Kaufen, einer Störung ähnlich dem Zwanghaften Schuldenmachen, welche vielleicht im nächsten DSM drin sein wird (DSM-5).

## Konzept
Die Phrase „terminal vagueness“ („endgültige Verschwommenheit“??) beschreibt eine Charaktereigenschaft der Zwanghaften Schuldner: systematisches Vermeiden, die Finanzen zu überwachen, inklusive der Kommunikation mit Gläubigern – was zu einer Über oder Unterschätzung des Kontostands führt.
Eine Überschätzung kann dazu führen, dass man ungedeckte Schulden macht. „Klarheit“ ist das Gegenteil von Verschwommenheit. Dafür notwendig ist ein klares Bild wie viel Geld man hat und wie viel man schuldet, zu jeder Zeit. Die DA ermutigen auch zur „Bewusstheit“ darüber, dass Schuldenmachen und „Overspending“ – übermäßiges Geldausgeben – kulturell so weithin akzeptiert ist. Die DA schlagen vor, auch gegenüber manipulativer Reklame sehr wachsam zu sein wie auch gegenüber Gedanken und Gefühlen, welche das Verlangen zum Geldausgeben auslösen.
Ständiges Denken an die Schulden kann sowohl zu „emotionaler Verschuldung“ wie auch „self-debting“ („Verschuldung gegenüber sich selbst“?) führen. Self-debting ist die Unfähigkeit, persönliche Bedürfnisse zu erfüllen, während emotionale Verschuldung den damit einhergehenden Stress, die damit einhergehende Angst, Hoffnungslosigkeit oder gar Selbstmordgedanken bedeutet. Self-debting manifestiert sich auf verschiedenen Wegen, zum Beispiel drastische Maßnahmen, mit denen man die Probleme versteckt, Schulden abzahlen so viel, dass das eigene Existenzminimum nicht gewährleistet ist, oder sogar mit dem Verwalten der Finanzen übermäßig viel Zeit verbrauchen.
„Abstinenz“ bedeutet bei den DA, dass man es unterlässt, irgendwelche neuen ungedeckten Schulden zu machen. Dies ist eine strenge Definition und beinhaltet: Rechnungen nicht bezahlen, wenn sie fällig sind, sich Geld leihen von einem Familienmitglied oder Freund ohne Kreditsicherung, Kreditkartenschulden und andere nicht besicherte Kredite.
Wenn ein Mitglied einen Tag lang keine ungedeckten Schulden macht, dann ist er oder sie zahlungsfähig „solvent“ für diesen Tag. Zahlungsfähigkeit in diesem Sinne ist ein Neologismus, welcher von der üblichen Definition der Zahlungsfähigkeit abweicht – der Grad zu welchem das Vermögen die Verbindlichkeiten übertrifft.
Hinter vielem vom Programm der DA ist der Glaube an ein Universum der Fülle. Wettbewerb, Konkurrenz lernt man, aber fürchtet man nicht, denn es gibt genug für jeden. Dies steht im Widerspruch zum Mangel-Denken, welches mit dem Zwanghaften Schuldenmachen, übermäßigen Geldausgeben, und Unterverdienen einhergeht.
Bei Mitgliedern der Anonymen Schuldner besteht häufig Unklarheit oder Unbestimmtheit betreffend ihre Ziele im Leben. Daher ermutigt DA seine Mitglieder, „Vision“ zu entwickeln, nämlich die Fähigkeit, ein klares und genaues Bild dessen was sie im Leben wollen, sich auszumalen. Visionen werden gefunden dadurch, dass man vom Eingehen ungedeckter Schulden abstinent ist, indem man den Zwölf Schritten folgt und die Zwölf Werkzeuge benutzt. Seine Vision zu ignorieren ist wie „Self-Debting“, es kann zu körperlichem oder geistigem Stress führen, oder dazu, dass man übermäßig auf das Leben anderer konzentriert ist anstatt auf sich selbst.

## Aufzeichnung und Planung

### Ausgaben-Notizen und Ausgabenpläne
„Zahlen festhalten“ ist eine tägliche Praxis, welche darin besteht, jeden Cent zu notieren, der geschuldet, ausgegeben, oder verdient ist. inklusive von jeder Schuld jeden Teil, der bezahlt ist, zu notieren. Die Mitglieder benutzen dazu verschiedene Methoden. Ein einfacher Ansatz ist, ein kleines Notizbuch zu tragen und die Zahlen täglich darin zu notieren. Die täglichen Notizen werden verwendet, um monatliche Aufzeichnungen mit Einkommen und Ausgaben, getrennt in spezifische Kategorien (z. B. Miete, Lebensmittel, Telefon, Unterhaltung usw.) zu besitzen. Der Zweck der Aufzeichnung ist es, die Klarheit zu erhöhen und jegliche Verleugnung betreffend verdientes und ausgegebenes Geld zu unterbinden. Eine detaillierte Ausgabenliste zeigt Werte und Gewohnheiten sowie Verantwortlichkeiten.
Mit Hilfe der Ausgaben-Notizen werden Ausgabenpläne gemacht. Ein Ausgabenplan ist grundsätzlich eine Liste aller Waren und Dienstleistungen, die in einem gegebenen Monat gekauft werden. Regelmäßig überarbeiten die Mitglieder ihre Ausgabenpläne und stellen fest, ob die Posten und Beträge im Plan sinnvoll sind. Im Ausgabenplan gehen die Bedürfnisse des Mitglieds vor denen der Gläubiger. Sie sollen nicht das Eingehen neuer ungedeckter Schulden verursachen. Ausgabenpläne sollen Kategorien für Einkommen und Schuldenrückzahlung enthalten. Auch ein Posten für das Sparen sollte da sein, außer bei Personen, wo es für das Existenzminimum nicht reicht.
Begleitend zum realen Ausgabenplan gibt es den „idealen“ Ausgabenplan. Der zeigt, wie die Finanzen in einem idealen Universum aussehen würden, wie viel Geld man verdienen würde, und wie es ausgegeben würde. Der ideale Ausgabenplan konzentriert das Bestreben, das Einkommen zu erhöhen und der Vision für die Zukunft zu folgen. Bei den DA wird das Wort „Budget“ vermieden, denn der Begriff kann rigide Kategorien bedeuten. Ein Ausgabenplan ist so, dass man das bestmögliche Leben hat, welches unter den gegenwärtigen finanziellen Umständen möglich ist. Ausgabenpläne sind flexibel und vermitteln, dass man selbst entscheidet, wie man sein Geld verwendet.

### Handlungspläne
Bei den DA wird man – nach einigen Wochen der Teilnahme – zu „pressure relief meetings“ – Entlastungsmeetings – ermutigt. In diesen Meetings lädt ein neueres Mitglied zwei ältere – mit mindestens 90 Tagen Abstinenz, typischerweise einen Mann und eine Frau – ein, seine oder ihre finanziellen Notizen im Einzelnen durchzusehen und praktischen Rat zu geben. Diese Entlastungsmeetings finden außerhalb der regulären Meetings statt, und hier bekommen Mitglieder Vorschläge von anderen. Das Mitglied, welches das Entlastungsmeeting organisiert, bringt typischerweise seine oder ihre Ausgaben-Notizen und eine Liste der Angelegenheiten, bei welchen sie Hilfe möchte.
Typischerweise werden „Handlungspläne“ während der Entlastungsmeetings entwickelt. Sie beruhen auf den Vorschlägen der anderen Mitglieder. Ein Ausgabenplan könnte auch entwickelt oder geändert werden. Handlungspläne sind Listen mit bestimmten Handlungen im Sinne der Handlungstheorie in der Philosophie, welche Schulden abbauen sollen und die finanzielle Situation verbessern sollen.
Normalerweise findet das Entlastungsmeeting einmal im Monat statt. In Zeiten der Krise jedoch können sie öfter abgehalten werden.

### Schuldenrückzahlungspläne
Im Vierten Schritt der Zwölf Schritte der DA ist nicht nur eine moralische Inventur persönlicher Eigenschaften und Ressourcen enthalten, sondern auch eine Inventur des bisherigen Verlaufs Privaten Finanzplanung inklusive einer Liste aller aktuell ausstehenden Schulden. Entsprechend beinhaltet der Neunte Schritt die Rückzahlung der Geldschulden. Jedoch sollte, der Sprache des Neunten Schritts folgend, der Zahlungsplan nicht den Schuldner oder Gläubiger verletzen. Es ist nicht nur das Ziel, an die Gläubiger zurückzuzahlen, sondern: an die Gläubiger zurückzuzahlen und gleichzeitig gut zu leben. Die Mitglieder der DA haben gefunden, dass ihre Fähigkeit, ihre Gläubiger zu bezahlen sich verbessert, wenn sie auch für sich selber sorgen. Zahlungen an Gläubiger sollten gleichmäßig sein und so, dass sie leicht zu handhaben sind. In diesem Geist wird – wenn immer möglich – ein bestimmter Geldbetrag monatlich für die Schuldenrückzahlung reserviert.
Man kann den Schuldenrückzahlungsplan beginnen, indem man die Schulden nach gedeckten und ungedeckten Schulden kategorisiert, dazu Name des Gläubigers, totaler Betrag, während der Betrag abbezahlt wird, und die gegenwärtige monatliche Rate. Für jede Schuld wird der gegenwärtige Saldo aufgeführt, ferner Zinsen und Gebühren pro Monat, die minimal mögliche Zahlung pro Monat, und eine leere Spalte für die „tatsächliche“ Zahlung. Die Höhe der tatsächlichen Zahlung ergibt sich aus dem Ausgabenplan, nachdem man die notwendigsten Ausgaben abgezogen hat und die Ausgaben, die für eine angemessene Lebensqualität erforderlich sind, auch abgezogen hat.
Dieser Betrag wird dann unter den Gläubigern aufgeteilt. Im Idealfall wird die Zahlung an jeden Gläubiger proportional zu der gesamten Verbindlichkeit gegenüber diesem Gläubiger aufgeteilt. Gläubiger, welche häufiger als andere gegen den Schuldner vorgehen, werden trotzdem nicht bevorzugt behandelt. Man kann aber Gläubiger bevorzugen, die höhere Zinssätze kassieren, bevorzugen, oder solche die Freunde oder Familienmitglieder sind, oder auch solche, die mit rechtlichen Schritten (beispielsweise Mahnverfahren oder Klage) drohen.
Bei DA wird empfohlen, jede Zahlung an Gläubiger zu notieren, und zwar die ursprüngliche Schuld, das Datum der Zahlung, der Betrag, und die übrig bleibende Schuld. Ferner wird geraten, auch endgültig zurückgezahlte Schulden zu notieren, für jede Schuld mit dem Datum an dem sie endgültig abbezahlt war.
Obwohl das im Widerspruch zu sozialen Standards bzw. sozialen Normen sein kann, empfehlen die Anonymen Schuldner ein Schuldenmoratorium, sobald ein Schuldner nicht seine Schulden bezahlen und gleichzeitig sein Existenzminimum decken kann.
Die Anonymen Schuldner schlagen vor, vor einem Schuldenmoratorium noch einmal mit dem Sponsor oder im Entlastungsmeeting darüber zu reden oder mit den Gläubigern zu verhandeln. Wenn ein Gläubiger mit rechtlichen Schritten droht, empfehlen die Anonymen Schuldner professionelle Hilfe zu suchen oder das Moratorium zu überarbeiten.

## Forschung
Der Soziologe Terell A. Hayes forschte intensiv zu den Mechanismen innerhalb der Anonymen Schulder.
Zwischen Juli 1993 bis Juni 1995 gewann er eine Stichprobe aus 46 Mitgliedern. Eine Analyse der von ihm gesammelten Daten zeigte, dass individuelle Gründe eine größere Akzeptanz der Ideologie der DA verhindern, insbesondere Etikettierung, Differenzen innerhalb der Gruppe sowie der Intergruppe, unklare Position betreffend Zahlungsunfähigkeit und Schulden-Verschiebens und widersprüchliche Ansichten darüber, welche Literatur von Gruppen der Anonymen Schuldnern verwendet werden sollte.

### Etikettierung
Hayes wendete Methoden der quantitativen Sozialforschung auf die Untersuchungsergebnisse an, um zu verstehen, wie sich die Etikettierungsperspektive auf die Soziale Stigmatisierung durch Überschuldung anwenden lässt. So erforschte Hayes den Prozess, durch welchen Mitglieder sich als Zwanghafte Schuldenmacher identifizieren und bei den Anonymen Schuldnern Hilfe suchen. Zu diesem Prozess gehörte die Etikettierung durch andere (Soziale Etikettierung), und durch die Mitglieder selbst (Selbst-Etikettierung), als Leute die mit Geld ein Problem haben.
Soziale Etikettierung und die Selbst-Etikettierung hatten Selbsterfahrung zur Folge. Meistens führte dieser Prozess generell die untersuchten Mitglieder dazu, dass sie bei den Anonymen Schuldnern Hilfe suchten und sich weiterentwickelten, während sie teilnahmen. Hayes unterschied drei Stufen der Selbsterfahrung. Die ersten zwei, vage Selbst-Bewusstheit und erhöhte Selbst-Bewusstheit, entsprechen der präkontemplativen und der kontemplativen Stufe im Transtheoretischen Modell. Die fortgeschrittenste Stufe der drei Stufen, fokussierte Selbst-Bewusstheit, ist charakterisiert durch ein Erwachen, bei welchem das Mitglied anfing, das wahre Ausmaß seines Problems wahrzunehmen und darüber nachzudenken.
Die Levels der Selbst-Bewusstheit passen zu drei Stufen der Akzeptanz betreffend der Etiketten bei den DA. Hayes beschrieb die Oberflächliche Akzeptanz als eine Art des Nachmachens anderer ohne Internalisierung des Etiketts als Teil der Identität. Oberflächliche Akzeptanz geht einher mit der vagen oder erhöhten Selbst-Bewusstheit. Zu Gründlicher Akzeptanz dagegen kommt es, wenn ein Mitglied wirklich glaubt, dass ein Etikett der Anonymen Schuldner akkurat beschreibt, was er oder sie wirklich ist und die Annahme der Sozialen Identität mit sich bringt. Bei denen mit Gründlicher Akzeptanz ist es am wahrscheinlichsten, dass sie der Ideologie der Anonymen Schuldner strikt folgen. Die dritte Stufe, maßgeschneiderte Akzeptanz, reflektiert noch mehr einer Investition in die persönliche Identität anstatt in die Soziale Identität, wobei ein von der Gruppe abgeleitetes Etikett durch ein eher persönliches Etikett ersetzt wird. Manchmal suchen Leute, selbst wenn sie glauben, gar kein Geldproblem zu haben, Hilfe bei den DA, insbesondere wenn sie glauben, keine andere Wahl zu haben.
Die Stigmatisierung infolge von Verschuldung geht einher mit der Erfahrung von Scham bei den Verschuldeten. Wird eine Person etikettiert als eine, die eine Schuldenproblem hat, muss sie daher sich schämen. Weiterhin hat Hayes herausgefunden, dass das Etikettieren eine weitverbreitete Praxis bei den nach dem Zwölf-Schritte-Programm vorgehenden Selbsthilfegruppen ist.
So zum Beispiel verlangt der Erste Schritt, einzugestehen, gegenüber den Schulden „machtlos“ zu sein. Zu Beginn des Meetings führen sich die Mitglieder oft mit Vornamen ein und mit dem Problem, das sie zu den Anonymen Schuldnern gebracht hat. Diese Eingeständnisse können, bei Frauen mehr als bei Männern, auch wenn sie nicht bewusst wahrgenommen werden, das Auftreten von Scham bewirken. Frauen diskutieren – eher als Männer – ihre Probleme mit anderen, wobei Gelegenheiten, etikettiert zu werden, entstehen. Frauen schämen sich auch – eher als Männer – durch Selbst-Etikettierung. Jedoch ist es bei Frauen weniger wahrscheinlich als bei Männern, in die Behandlung gezwungen zu werden.
Juraprofessor A. Michele Dickerson hat vorgeschlagen, dass so etwas wie die Anonymen Schuldner eine sinnvolle Ergänzung zum Schuldnerberater sein können, genauer gesagt, weil es eine auf Schuldig-sein beruhende Komponente zum Curriculum hinzufügt. Die Stigmatisierung wird – laut Dickerson – die wirtschaftliche Philosophie des Schuldners verändern und die Wahrscheinlichkeit für Impulskäufe kleiner machen. Jedoch sagen psychologische und psychiatrische Profis, dass die Teilnahme bei den Anonymen Schuldnern die Scham reduziert.

### Unstimmigkeiten in der Gruppe oder Intergruppe
Das Traktat Meetings sagt, dass regelmäßige Teilnahme an den Meetings ein wichtiger Teil der Gesundung ist – es ist lebenswichtig für zwanghafte Schuldenmacher und insbesondere für die Neuen. Unstimmigkeiten in der Gruppe oder Intergruppe (zwischen verschiedenen Gruppen sowie zwischen Gruppen und Mitgliedern desselben Meetings) können die Änderung der Weltanschauung verhindern. Das Erkennen von Unterschieden zwischen den Persönlichkeiten, insbesondere welche bessere Vorbilder als andere sind, und die Unfähigkeit sich mit den Erfahrungen anderer zu identifizieren, stört den Prozess der Veränderung der Weltanschauung.
DA die Praktiken der DA nur Vorschläge und keine Befehle sind, kann man herauspicken und auswählen, welchen Teilen man anhängt und folgt. Dieser Ansatz wird jedoch in verschiedenen Gruppen nur bedingt geduldet. Die Rigidität oder Flexibilität einer Gruppe betreffend die vorgeschlagenen Praktiken kann die Identifikation mit der Gruppe verhindern.

### Schulden-Verschiebung und Verbraucherinsolvenz
Der Traktat der Anonymen Schuldner Debt Payment (Schuldenrückzahlung) erklärt den Konkurs bzw. Verbraucherinsolvenz zu einem „Thema außerhalb“, einem Thema zu dem DA keine ansicht hat. Es wird jedoch herausgearbeitet, dass manche den Konkurs nur als „Schnelllösung“ benutzten um nicht ihr dysfunktionales Verhalten, ungedeckte Schulden zu machen, ändern zu müssen. Es wird auch gesagt, dass der Konkurs in bestimmten Situationen sinnvoll ist.
Schulden-Verschieben ist, wenn man Schulden von einem Gläubiger zu einem anderen verschiebt, um es leichter zu machen, die Schuld zurückzuzahlen, zum Beispiel infolge eines niedrigeren Zinssatzes. Das Schulden-Verschieben wird in den offiziellen Schriften der Anonymen Schuldner nicht diskutiert, allerdings in einem Buch, welches weitgehend auf den Prinzipien der Anonymen Schuldner beruht: How To Get Out Of Debt, Stay Out of Debt & Live Prosperously. Da die Anonymen Schuldner keine offizielle Position zur Schulden-Verschieben und zum Konkurs einnehmen, sind da einige Gruppen etwas strenger, was mögliche neue Mitglieder abschrecken könnte.

### Unabhängige Quellen
Was offizielle Literatur der Anonymen Schuldner ist und was nicht, wird vom Allgemeinen Dienstausschuss – oder bei einer Konferenz der Anonymen Schuldner durch Abstimmung beschlossen. Dabei wird zwischen Dienst-Literatur (betreffend das Funktionieren der Gruppen) und Gesundungs-.Literatur (alles andere) unterschieden. Solche Literatur ist „konferenz-bestätigt“. Die Anonymen Schuldner veröffentlichen ein Buch, A Currency of Hope, und mehrere kleine Schriften. A Currency of Hope enthält die an die Anonymen Schuldner angepassten Zwölf Schritte und Zwölf Traditionen, eine Beschreibung des Zwanghaften Schuldenmachens, eine kurze Geschichte der DA und 38 Geschichten mit den Erfahrungen von Mitgliedern der Anonymen Schuldner. DA arbeitet an 18 neuen Stücken Literatur, davon drei Bücher (Stand August 2009.).
Ergänzend zur Literatur der Anonymen Schuldner wird vorgeschlagen, die Literatur der Anonymen Alkoholiker zu studieren, um Suchterkrankungen besser zu verstehen. Speziell betont werden die Zwölf Schritte und die Zwölf Traditionen. und „Anonyme Alkoholiker“ auch bekannt als Blaues Buch. Die Schrift der Anonymen Schuldner über den Gebrauch der AA-Literatur betont, dass im Prinzip konferenz-bestätigt Literatur der AA zu benutzen ist. Weiter sagt sie jedoch, dass schon auch äußere Quellen benutzt werden dürfen. Die Verwendung von nicht konferenz-bestätigter Literatur in Gruppen der Anonymen Schuldner, wie zum Beispiel How To Get Out Of Debt, Stay Out of Debt & Live Prosperously, könnte Konflikte hervorrufen, obwohl die Anonymen Schuldner an sich zum Gebrauch externer Quellen ermutigen.